# باوندز غرين

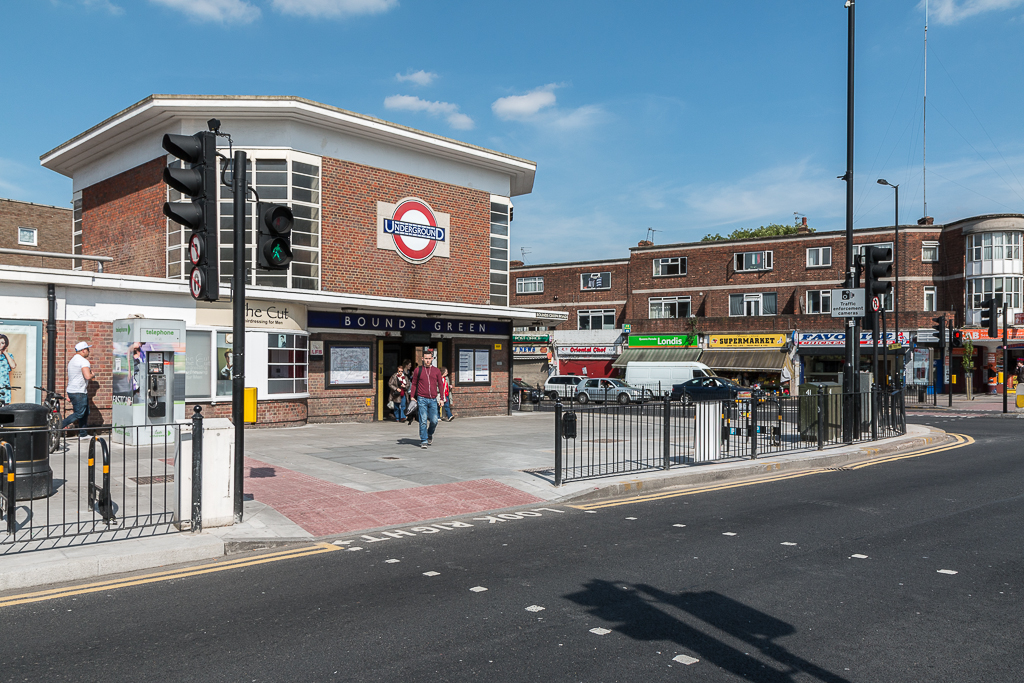

باوندز غرين هي منطقة تقع في شمال لندن في حي هارينجي في لندن. تُعرف أجزاء من باوندز غرين أيضًا باسم البوابة الجنوبية الجديدة، على الرغم من أن معظمها تقع في حي بورو في إنفيلد في الشمال الغربي.